# Victor et Valentino
Victor et Valentino (Victor and Valentino) est une série télévisée d'animation américaine en 102 épisodes de 11 minutes, créée par Diego Molano et diffusée depuis le 30 mars 2019 sur Cartoon Network.
En France, la série a été diffusée à partir du 4 novembre 2019 sur Cartoon Network.

## Synopsis
Victor et Valentino est une série comique et d'aventure mettant en scène deux demi-frères qui passent l'été chez leur grand-mère dans une petite ville mystérieuse nommée Monte Macabre où les mythes et les légendes du folklore latino-américain prennent vie

## Distribution

### Voix originales
- Diego Molano : Victor Calavera, Pineapple
- Sean-Ryan Petersen : Valentino Calavera
- Laura Patalano : Chata
- Frankie Quiñones : Maria Teresa
- Cristina Milizia : Charlene, Isabella
- Jason Hightower : Don Jalapeño
- Cristina Vee : Xochi Jalapeño
- Jorge Gutiérrez : Sal
- Christian Lanz : Tez

### Voix françaises
- Sébastien Hébrant : Victor
- Frederik Haùgness : Valentino
- Nathalie Hons : Grandma Chata
- Thomas Linckx : Don Jalapeño
- Hélène Van Dyck : Rosita
- Jonathan Simon : Andrés
- Peppino Capotondi : Guillermo
- Esther Aflalo : Charlene
- Version française :
  - Société de doublage : SDI Media Belgium
  - Direction artistique : Xavier Percy
  - Adaptation des dialogues : Sophie Servais

## Production

### Fiche technique
- Titre français : Victor et Valentino
- Titre original : Victor and Valentino
- Création : Diego Molano
- Réalisation : Diego Molano
- Scénario : Leticia Silva
- Direction artistique :
- Montage : Isaac Gonzalez
- Musique : Arturo Rodriguez
- Production : Abraham Lopez
- Sociétés de production : Cartoon Network Studios
- Sociétés de distribution : Warner Bros. Television
- Pays d'origine :  États-Unis
- Langue originale : anglais
- Format : couleur - HDTV - 16/9 - Dolby Digital 5.1
- Genre : Série d'animation, Aventure, Comédie
- Nombre de saisons : 2
- Nombre d'épisodes : 73
- Durée : 11 minutes
- Dates de première diffusion :
  - États-Unis : 30 mars 2019
  - France : 4 novembre 2019

## Épisodes

### Saison 1 (2019)
1. Hue Hue s'évade !
2. Le champion du miroir noir
3. L'amour fraternel
4. Bon anniversaire, Chata
5. La légende du skatepark caché
6. Grand nettoyage !
7. La baby-sitter
8. Chata la tornade
9. Le club des fantômes solitaires
10. Suerte
11. La chambre noire
12. Le collectionneur
13. L'enfant qui criait Lechuza
14. Patron d'un jour / Un stand dans la tourmente
15. Le monstre câlin
16. Los cadejos
17. Attention, ça pousse !
18. Bienvenue dans le Monde des Esprits ! - partie 1
19. Bienvenue dans le Monde des Esprits ! - partie 2
20. Un autre Don
21. Les rois des churros
22. Je-sais-tout!
23. Pour une poignée de bombes à eau
24. L'amour à la première bouchée
25. Se laisser porter par le courant
26. Les Aluxes
27. Les épreuves de Guillermo
28. Les frères montgolfière
29. Le bongo voyageur
30. L'évasion de la baie des bébés
31. On fait partie de la bande !
32. Tez dit..
33. Pour toujours et à jamais
34. Danse, Reynaldo, danse !
35. Nos amis les arbres
36. Le club des fantômes solitaires 2 : l'île des poupées
37. La chat-pocalypse
38. Le Silbon
39. La colline du Nagual

### Saison 2 (2020-2021)
1. L'invité
2. Les Baskets-élec
3. La Cucarachita
4. Les seigneurs de la ville fantôme
5. Achi le superbe
6. Le Cabinet de curiosités
7. Je suis un vampire !
8. Victor le voyant
9. D'art et d'esprit
10. Valentino décode
11. Voyage à la montagne de maïs, première partie
12. Voyage à la montagne de maïs, deuxième partie
13. L'Escaramuza
14. Les perdus
15. Les oiseaux
16. Queue de poisson
17. La petite amie de Guillermo
18. Nuits étoilées
19. La Fuego Fiesta
20. Hue Hue et ses amis
21. L'homme aux Cupcakes
22. Le faux monstre de Monte Macabre
23. La Charlène mania
24. Le vieux Téo
25. La patrouille des contrebandiers
26. La Llorona
27. Bien dans ta peau
28. Troll Fantôme
29. Carmelita
30. Les cauchemars
31. Bébé Pepito
32. La quête du cenote
33. Mon petit monstre assoiffé
34. Tez sur scène
35. Les Neuf Cercles du Mictlan, première partie
36. Les Neuf Cercles du Mictlan, deuxième partie
37. Les Neuf Cercles du Mictlan, troisième partie
38. Les Neuf Cercles du Mictlan, quatrième partie

### Saison 3 (2021-2022)
1. Sal est le seul !, première partie
2. Sal est le seul !, deuxième partie
3. Le brouillard
4. Pas de V dans "équipe" !
5. Attaque au parc
6. Le garde du corps
7. Miguelito le Mosquito
8. Le patolli
9. Plan-démonium
10. titre français inconnu
11. titre français inconnu
12. titre français inconnu
13. titre français inconnu
14. titre français inconnu
15. titre français inconnu
16. El Bigote
17. titre français inconnu
18. titre français inconnu
19. titre français inconnu
20. titre français inconnu
21. titre français inconnu
22. titre français inconnu
23. titre français inconnu
24. titre français inconnu